# La Fugue (film, 1975)
Pour les articles homonymes, voir La Fugue et Fugue (homonymie).
Pour plus de détails, voir Fiche technique et Distribution.
La Fugue (Night Moves) est un film américain réalisé par Arthur Penn, sorti en 1975.

## Synopsis
Harry Moseby (Gene Hackman) est un ancien joueur de football professionnel, devenu détective privé à Los Angeles. Il est convoqué par une ex-actrice d'Hollywood, aujourd'hui vieillissante, qui le charge d'une affaire banale : retrouver sa fille Delly (Mélanie Griffiths), une jeune nymphette de 16 ans, qui aurait apparemment fugué. Harry interroge le dernier petit copain de la jeune fille, Quentin (James Woods), qui travaille occasionnellement comme mécanicien pour des studios de cinéma. Son enquête s'oriente vers le milieu des cascadeurs de cinéma, que Delly aurait fréquenté avant de disparaître.
Parallèlement à son travail, Harry rencontre des problèmes dans sa vie privée : il découvre que sa femme le trompe et traite le problème comme s'il s'agissait d'une de ses enquêtes. Grâce à la plaque d'immatriculation de sa voiture, il retrouve son amant et essaye de savoir si les choses sont sérieuses entre lui et son épouse. Désabusé, il se concentre de plus en plus sur la recherche de Delly.
Il se lie d'amitié avec Joey Ziegler (Edward Binns), un coordinateur de cascades qui l'a apprécié jadis, lorsque Harry était joueur de football. Grâce à lui et à un autre cascadeur, Merv Ellman, un pilote spécialiste des cascades aériennes, Harry finit par apprendre que Delly est peut-être partie en Floride, auprès de son beau-père, Tom Iverson (John Crawford). Il se rend sur place, dans les keys de Floride, où Iverson tient une affaire de location de bateaux. Il est accueilli par la compagne de ce dernier, Paula (Jennifer Warren), une très belle femme plutôt libérée, et trouve en effet sur place la jeune Delly. Mais celle-ci refuse de retourner à L.A. avec lui, prétendant que sa mère n'éprouve que de l'indifférence envers elle et ne s'intéresse qu'à l'héritage que son père décédé lui a légué. Tom Iverson et Paula acceptent d'héberger Harry quelques jours, pour lui permettre de convaincre Delly de rentrer au bercail.
Au cours d'une balade en mer, Delly s'amuse à provoquer Harry en se baignant nue. Mais en plongeant sous le bateau, elle tombe par hasard sur l'épave d'un avion et sur le cadavre de son pilote. Tandis que Harry réconforte la jeune fille terrorisée, Paula jette une bouée pour signaler les lieux aux gardes-côtes. Revenus dans leur maison des keys, tandis que Delly se réfugie dans sa chambre et que Tom Iverson se saoule, Paula rejoint Harry dans sa chambre où ils font l'amour.
Ce drame a cependant permis de convaincre Delly d'accepter de retourner chez sa mère à Los Angeles. Harry la ramène donc, mais les choses se passent mal : mère et fille se disputent immédiatement, et Delly demande à son ancien petit ami, Quentin, de l'emmener loin d'ici. Harry ne veut plus se mêler de l'histoire, et après avoir encaissé son argent, il s'empresse de disparaître pour se consacrer à ses problèmes personnels. Ses relations avec sa femme semblent s'améliorer.
Quelques jours plus tard, Harry apprend brusquement que Delly vient de mourir dans un accident de voiture. Le cascadeur Joey Ziegler, qui l'avait engagée comme figurante sur un film, lui explique qu'une cascade apparemment sans danger s'est très mal terminée. Delly est morte dans l'accident, et Ziegler lui-même, qui conduisait le véhicule, est grièvement blessé. En visionnant des rushes du tournage, Harry s'aperçoit que le mécanicien Quentin s'affairait sous la voiture quelques minutes avant la cascade, et il soupçonne un meurtre, sans pourtant en saisir le mobile.

## Fiche technique
- Titre français : La Fugue
- Titre original : Night Moves
- Scénario : Alan Sharp
- Musique : Michael Small
- Photographie : Bruce Surtees (crédité sous Pierre William Glenn)
- Montage : Dede Allen
- Production : Robert M.Sherman
- Sociétés de production : Warner Bros., Hiller Productions & Layton Productions
- Société de distribution : Warner Bros.
- Pays :  États-Unis
- Langue : Anglais
- Format : Couleur - Mono - 35 mm - 1.85:1
- Durée : 98 min
- Sortie aux  États-Unis : juin 1975
- Sortie en  France : septembre 1975

## Distribution
- Gene Hackman (VF : William Sabatier) : Harry Moseby
- Jennifer Warren (VF : Danielle Volle) : Paula
- Edward Binns (VF : Claude Joseph) : Joey Ziegler
- Susan Clark (VF : Michèle André) : Ellen
- John Crawford (VF : André Valmy) : Tom Iverson
- James Woods (VF : François Leccia) : Quentin
- Melanie Griffith (VF : Sylviane Margollé) : Delly Grastner
- Janet Ward : Arlene Iverson
- Kenneth Mars (VF : Claude Bertrand) : Nick
- Harris Yulin (VF : Roland Ménard) : Marty Heller
- Anthony Costello (VF : Jacques Richard) : Marv Ellman